# Whitegate (ort i Irland, County Cork)
Whitegate (iriska: An Geata Bán) är en ort i republiken Irland. Den ligger i grevskapet County Cork och provinsen Munster, i den södra delen av landet, vid en havsvik. Whitegate ligger 42 meter över havet och antalet invånare är 1 067.
Terrängen runt Whitegate är platt.